# Mildred & The Dying Parlor
Mildred & The Dying Parlor es un cortometraje cómico estadounidense de 2016 dirigido por Alexander H. Gayner y protagonizado por Zosia Mamet, Jane Krakowski, Steve Buscemi y Evan Jonigkeit. El guion, escrito por Ilan Ulmer, está basado en el cuento Red de Andrea Heimer. Mamet interpreta a Mildred, una joven que maneja un «salón de la muerte» en la casa de sus padres, un negocio al que asisten personas de edad avanzada o con enfermedades terminales y conviven con la familia durante sus últimos días de vida.
El corto fue filmado durante tres días en abril de 2015 y fue el primer proyecto producido por Blood Orange Pictures. Se estrenó el 15 de abril de 2016 en el Festival de cine de Tribeca.

## Reparto
- Zosia Mamet como Mildred.
- Jane Krakowski como Tutti.
- Steve Buscemi como Rick.
- Evan Jonigkeit como Howard.
- Autumn Kristy Anderson como Young Red.
- Tom Morrissey como Pie Jerry.
- George Riddle como Dancing Jerry.
- Patricia Squire como Coat Jerry.